# IC 4854
IC 4854 = IC 4855 ist eine Spiralgalaxie vom Hubble-Typ Scd im Sternbild Pfau. Sie ist schätzungsweise 180 Millionen Lichtjahre von der Milchstraße entfernt.
Das Objekt wurde im August 1901 vom US-amerikanischen Astronomen DeLisle Stewart entdeckt.